# Бурос
 Тази статия е за града.  За едноименната община вижте Бурос (община).  
Буро̀с (на шведски: Borås) е град в южна Швеция. Разположен е около река Вискан в лен Вестра Йоталанд. Главен административен център е на едноименната община Бурос. Намира се на 69 km на изток от центъра на лена Гьотеборг. До северната му част се намира езерото Йорешьон. Получава статут на град през 1621 г. Транспортен шосеен и жп възел. Има летище. Текстилен център. Населението на града е 66 273 жители от преброяването през 2010 г. Бурос е един от 133-те града на Швеция, които имат статут на исторически градове.

## Спорт
Представителният футболен отбор на града се казва ИФ Елфсбори. Той е сред най-популярните шведски футболни тимове.

## Побратимени градове
- Молде, Норвегия